# Retorno de la familia de Jesús a Nazaret

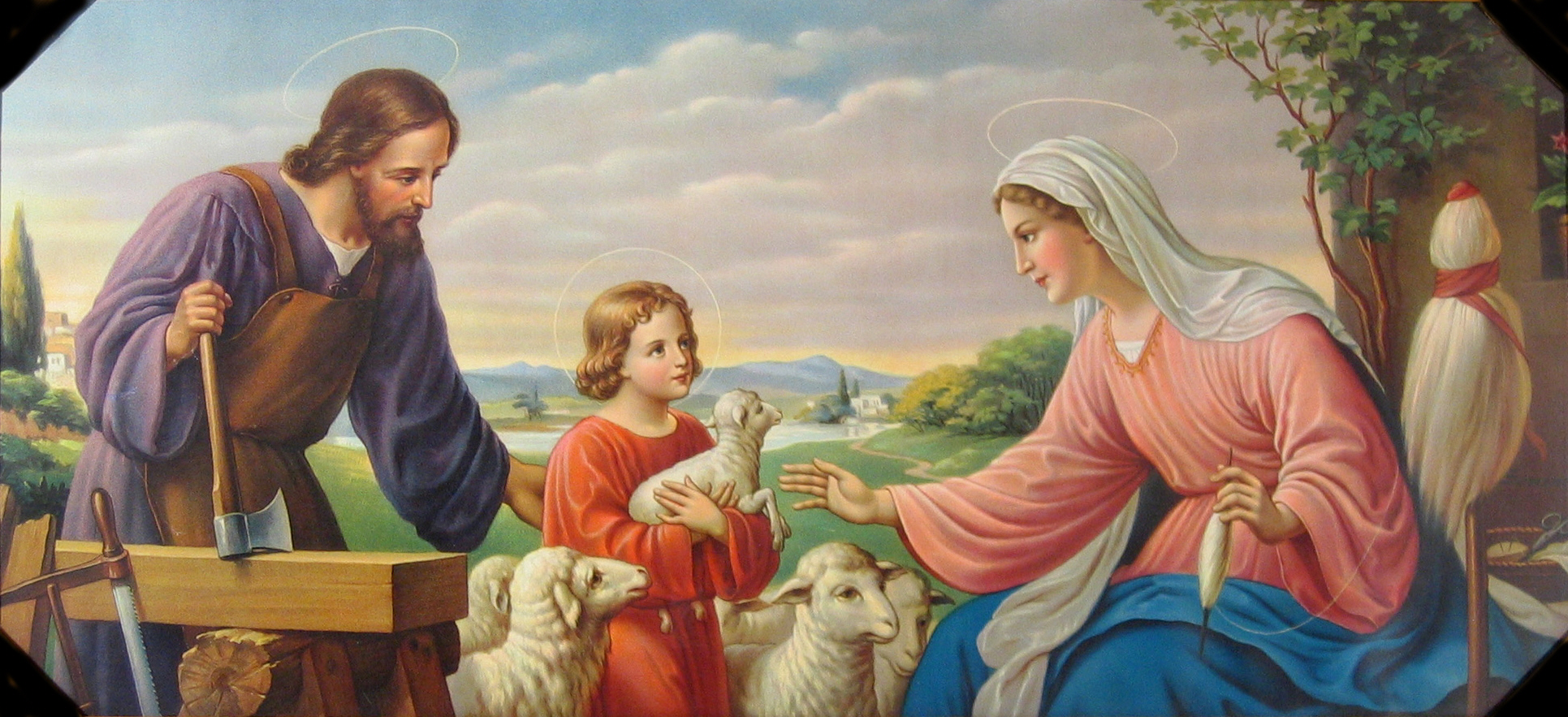
Representación de un joven Jesús de Nazaret, artista anónimo, c. 1930.

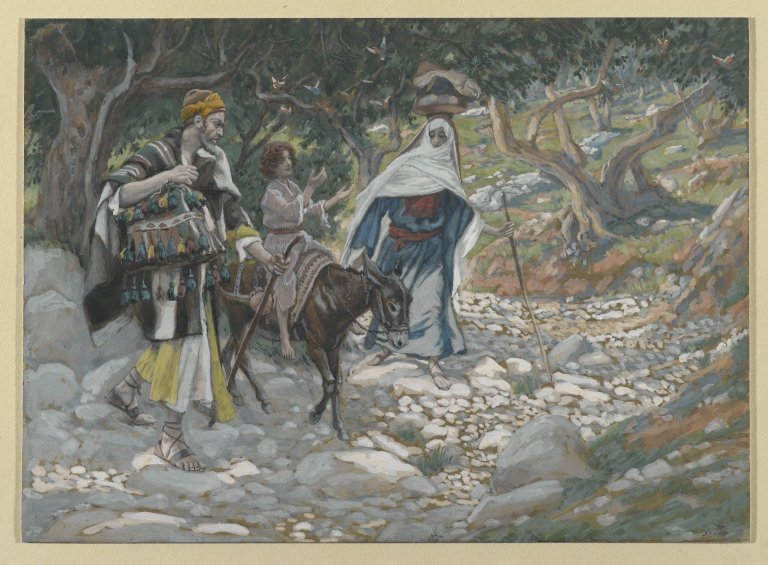
El regreso de Egipto de James Tissot

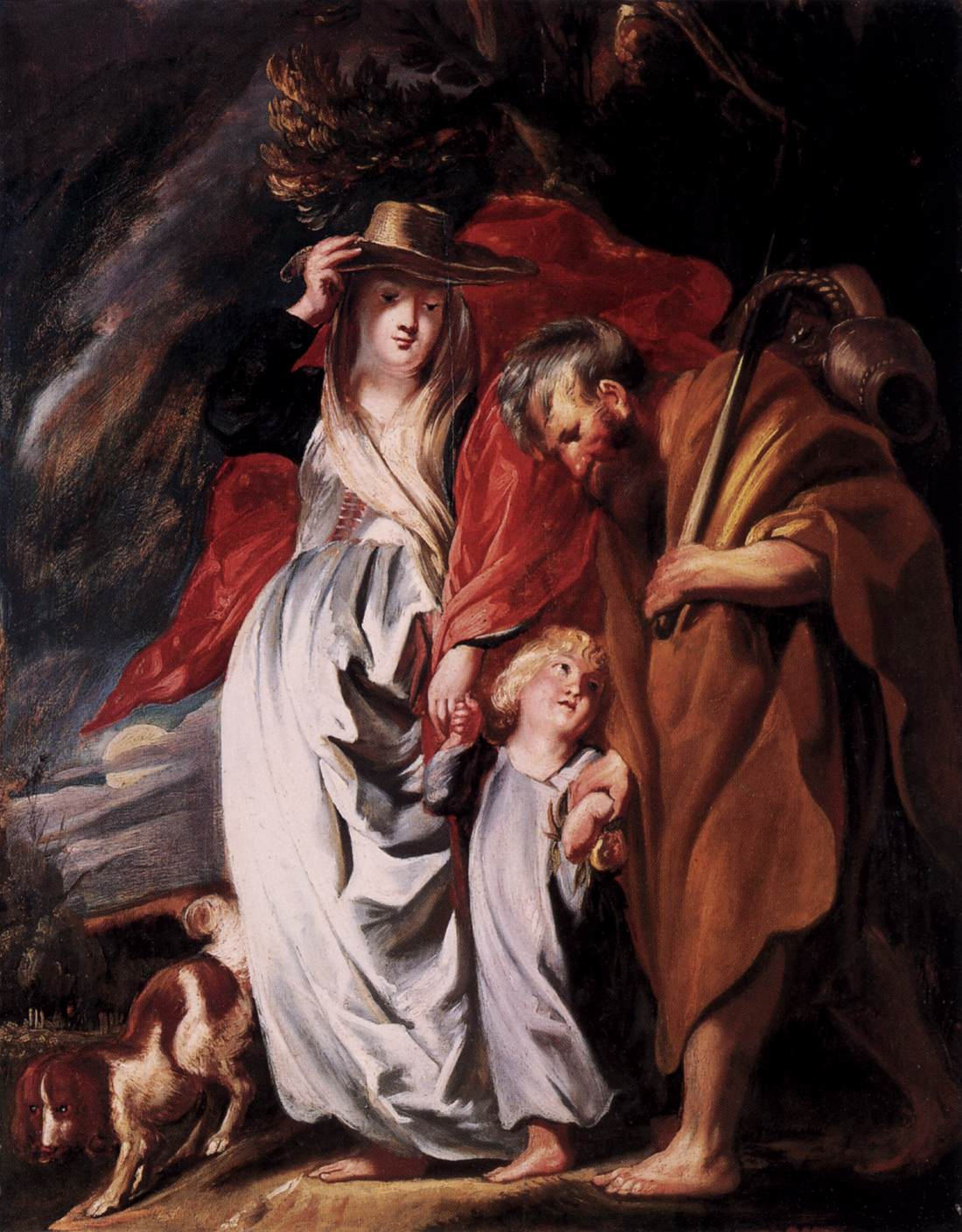
El regreso de la Sagrada Familia de Egipto por Jacob Jordaens (c. 1616)

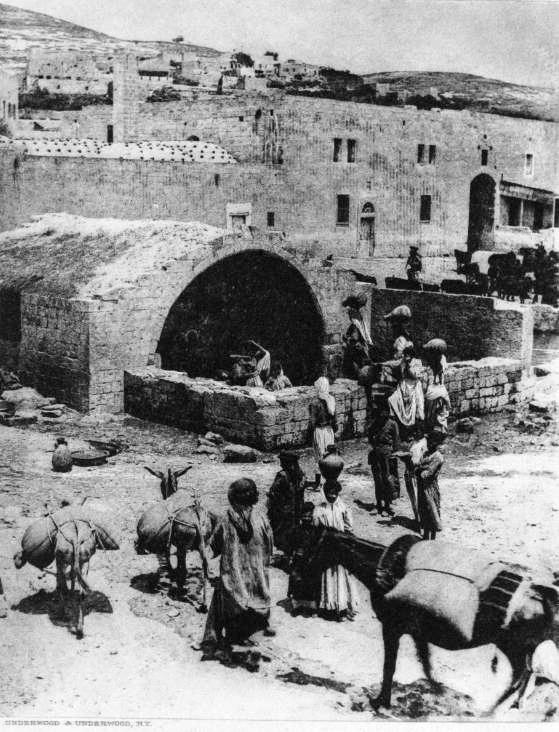
Supuesto "Pozo de María" en Nazareth, 1917

El retorno de la familia de Jesús a Nazaret es parte de la versión de los primeros años de Jesús dada en el Evangelio de Lucas. Este describe a José y María regresando a su hogar en Nazaret después de que Jesús nazca durante una visita a Belén, para inscribirse en el censo de Quirino.
Se trata de un registro diferente a la del Evangelio de Mateo, en el que José y su familia viven en Belén y solo se mueven a Nazaret después de la huida a Egipto.

## Texto bíblico
- Según Mateo (2; 21-23)

Muerto Herodes, un ángel del Señor se le apareció en sueños a José en Egipto y le dijo: —Levántate, toma al niño y a su madre y vete a la tierra de Israel; porque han muerto ya los que atentaban contra la vida del niño. Se levantó, tomó al niño y a su madre y vino a la tierra de Israel. Pero al oír que Arquelao reinaba en Judea en lugar de su padre Herodes, temió ir allá; y avisado en sueños marchó a la región de Galilea. Y se fue a vivir a una ciudad llamada Nazaret, para que se cumpliera lo dicho por medio de los Profetas: «Será llamado nazareno».

## Vuelta de Egipto

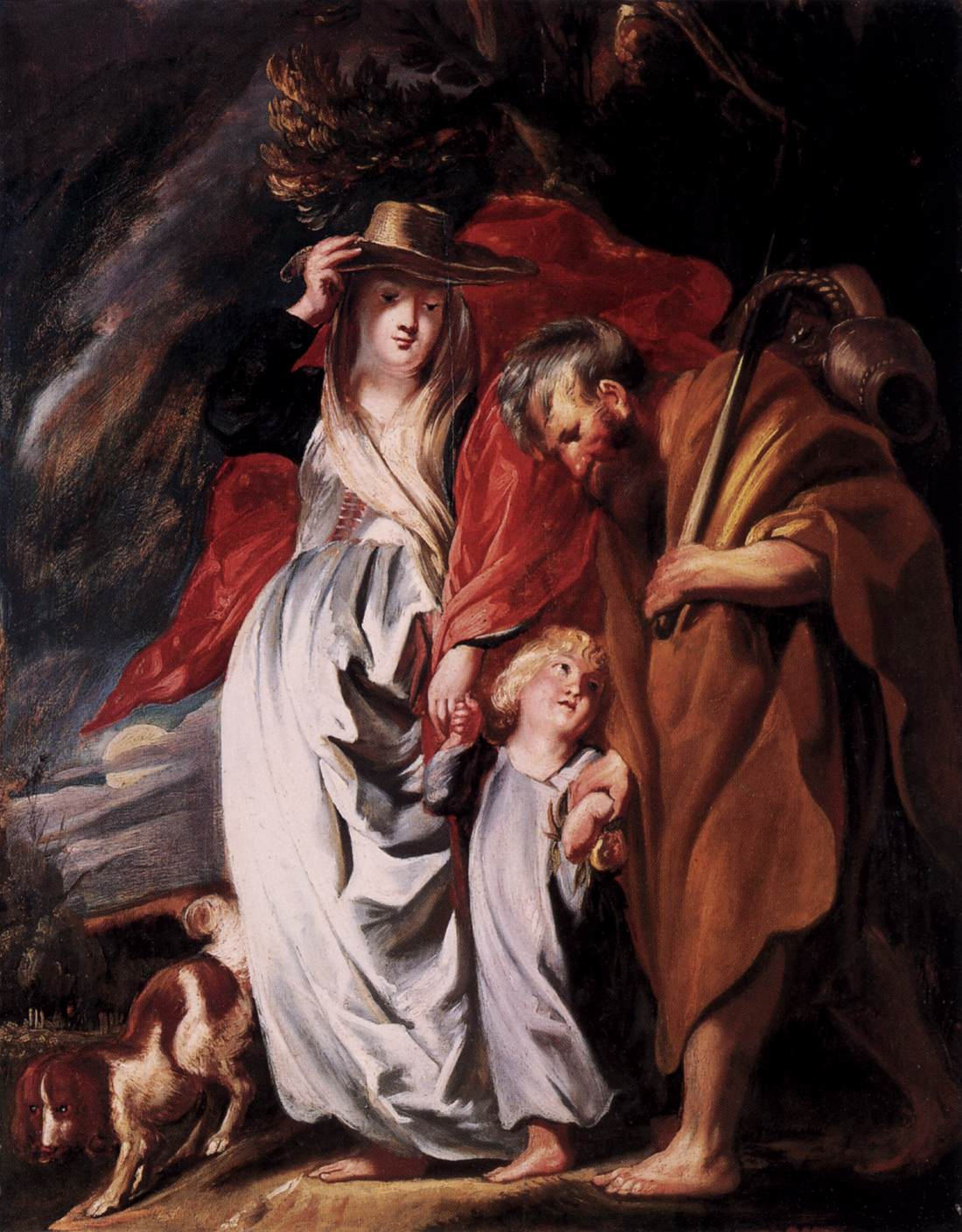
El Regreso de la Sagrada Familia de Egipto por Jacob Jordaens (c. 1616)

Algún tiempo después de la muerte de Herodes, la Sagrada Familia regresa de Egipto. La mayoría de los estudiosos sitúan la fecha de la muerte de Herodes en torno al año 4 a. C.
Al enterarse de que Herodes Arquelao había sucedido a su padre en Judea, continuaron hacia Galilea. Arquelao era conocido por su crueldad y en respuesta a las quejas del populacho, en el año 6 d. C. fue depuesto por Augusto y desterrado a Vienne en Galia.  Galilea fue gobernada por el hermano de Arquelao, Herodes Antipas.

## Interpretación de la Iglesia católica
Según el Evangelio de Mateo, la Sagrada Familia huyó a Egipto para escapar de la persecución de Herodes el Grande, quien buscaba matar al niño Jesús. Sin embargo, la duración exacta de su estancia en Egipto no está especificada en los textos bíblicos, y Mateo no proporciona detalles precisos sobre este período.
Herodes el Grande murió en el año 4 a. C., y su hijo Arquelao fue etnarca en Judea y Samaría hasta el año 6 d. C., cuando fue exiliado. Dado que Arquelao no tenía jurisdicción sobre Galilea, donde se encuentra Nazaret, es posible que la Sagrada Familia regresara a Nazaret después de la muerte de Herodes el Grande. Es importante tener en cuenta que los relatos bíblicos son interpretados de diversas maneras, y la información histórica puede variar según las fuentes. 
De la forma de actuar de José se sacan muy buenas consecuencias: 

En las diversas circunstancias de su vida, el Patriarca no renuncia a pensar, ni hace dejación de su responsabilidad. Al contrario: coloca al servicio de la fe toda su experiencia humana. Cuando vuelve de Egipto oyendo que Arquelao reinaba en Judea en lugar de su padre Herodes, temió ir allá. Ha aprendido a moverse dentro del plan divino y, como confirmación de que efectivamente Dios quiere eso que él entrevé, recibe la indicación de retirarse a Galilea.

Jesús era generalmente conocido como  «el Nazareno» puesto que procedía de Nazaret. Para las autoridades judías este nombre era usado en sentido despectivo.
En tiempos de  San Pablo, los judíos no creyentes humillaban a los cristianos llamándolos nazarenos. No existe ningún texto de los profetas que cite la expresión que indica san Mateo. Probablemente el evangelista se refiera  a textos del profeta Isaías que anuncia un descendiente de David —el retoño, neser, de Jesé—  que tendrá todos los dones del Espíritu del Señor.

## En el arte
El viaje de regreso de la familia desde Egipto ha sido frecuentemente objeto de representación artística.